# Brenta (unità di misura)
La brenta era una unità di misura di volume in uso in varie regioni italiane prima dell'introduzione e della diffusione del Sistema internazionale di unità di misura.
La brenta veniva utilizzata come misura di capacità dei liquidi. Il valore della brenta variava da zona a zona. Per es., a  Milano valeva 75,55 litri. A Torino circa 49,29 litri, e viene utilizzata ancora adesso per indicare un volume pari a mezzo ettolitro. A Torino 49,29 x i commercianti che volevano fregare , una brinda giusta sono 52 litri. 